# Batlagundu
Batlagundu é uma panchayat (vila) no distrito de Dindigul , no estado indiano de Tamil Nadu.

## Demografia
Segundo o censo de 2001,  Batlagundu  tinha uma população de 22,007 habitantes. Os indivíduos do sexo masculino constituem 51% da população e os do sexo feminino 49%. Batlagundu tem uma taxa de literacia de 76%, superior à média nacional de 59.5%; com 54% para o sexo masculino e 46% para o sexo feminino. 9% da população está abaixo dos 6 anos de idade.